# Нерроусбург (Нью-Йорк)
Нерроусбург (англ. Narrowsburg) — переписна місцевість (CDP) в США, в окрузі Салліван штату Нью-Йорк. Населення — 379 осіб (2020).

## Географія
Нерроусбург розташований за координатами 41°35′46″ пн. ш. 75°3′18″ зх. д. / 41.59611° пн. ш. 75.05500° зх. д. (41.596136, -75.055120).  За даними Бюро перепису населення США в 2010 році переписна місцевість мала площу 3,89 км², з яких 3,54 км² — суходіл та 0,35 км² — водойми.

## Демографія
Згідно з переписом 2010 року, у переписній місцевості мешкала 431 особа в 190 домогосподарствах у складі 119 родин. Густота населення становила 111 осіб/км².  Було 266 помешкань (68/км²).
Расовий склад населення:
| - 91,9 % — білих - 2,6 % — азіатів - 1,6 % — чорних або афроамериканців - 1,6 % — осіб інших рас |

До двох чи більше рас належало 2,3 %. Частка іспаномовних становила 4,2 % від усіх жителів.
За віковим діапазоном населення розподілялося таким чином: 20,6 % — особи молодші 18 років, 57,4 % — особи у віці 18—64 років, 22,0 % — особи у віці 65 років та старші. Медіана віку мешканця становила 46,4 року. На 100 осіб жіночої статі у переписній місцевості припадало 109,2 чоловіків;  на 100 жінок у віці від 18 років та старших — 106,0 чоловіків також старших 18 років.
Середній дохід на одне домашнє господарство  становив 56 683 долари США (медіана — 41 932), а середній дохід на одну сім'ю — 68 595 доларів (медіана — 58 333). Медіана доходів становила 49 063 долари для чоловіків та 30 833 долари для жінок. За межею бідності перебувало 11,8 % осіб, у тому числі 0,0 % дітей у віці до 18 років та 14,7 % осіб у віці 65 років та старших.
Цивільне працевлаштоване населення становило 182 особи. Основні галузі зайнятості: мистецтво, розваги та відпочинок — 22,5 %, освіта, охорона здоров'я та соціальна допомога — 19,2 %, роздрібна торгівля — 14,3 %, публічна адміністрація — 12,1 %.